# It Came from the Desert
It Came from the Desert est un jeu vidéo développé par la société américaine Cinemaware, sorti en 1989 sur Amiga. Il a eu une suite, Antheads: It Came from the Desert II, en 1990. Le jeu original a été adapté sur PC en 1991 et a connu une nouvelle incarnation sur PC Engine CD en 1992. Il existe également un prototype sur Mega Drive qui prend la forme d'un jeu d'action.
Le jeu a été conçu par David Riordan. Il s'inspire des séries B fantastiques des années 1950, dans la veine Des monstres attaquent la ville. Le joueur incarne le géologue Greg Bradley, installé depuis peu dans la bourgade de Lizard Breath, au cœur d'un désert californien, qui va découvrir qu'une colonie de fourmis géantes menace d'envahir la ville. Il a quinze jours pour prouver l'existence des créatures, coordonner les opérations visant à empêcher l'invasion et détruire la reine des fourmis.

## Synopsis
L'histoire débute le 1er juin 1951. Le géologue Greg Bradley est installé depuis peu à Lizard Breath, bourgade minière perdue au milieu du désert, où il étudie les fragments de météorites. Depuis la chute d'une nouvelle météorite, les rumeurs les plus folles circulent dans le village. Greg Bradley tente d'éclaircir d'étranges phénomènes quand il se retrouve nez à nez avec une fourmi mutante géante... Il a quinze jours pour sauver la ville, et peut-être le monde, de l'invasion de ses créatures monstrueuses.
L'intrigue tragi-comique à suspense distille une trentaine de personnages clichés. Il y a notamment Geez, un vieux prospecteur, Biff, un assistant étudiant et sa sœur Dusty, animatrice à la station radio KBUG et petite amie du héros, le Dr. Wells du laboratoire universitaire, Elmer, le pompiste, Jackie, une nymphette, et son père Billy Bob, membre d'une société d'illuminés, le trio de voyous patentés des Hellcasts, Ida, une voyante, Festus Bartlett, le maire incrédule, et l'irascible Sergent FC de la Garde nationale.

## Système de jeu
It Came from the Desert propose un gameplay hybride, qui combine des ingrédients des jeux de rôle/aventure et de stratégie avec des séquences d'actions variées, dans la lignée des précédentes productions Cinemaware. L'interface s'articule autour d'une carte de Lizard Breath et de ses environs, depuis laquelle le joueur choisi ses déplacements, et d'une vue statique des lieux, depuis laquelle le joueur interagit avec les personnages à travers une boîte de dialogue contextuelle. L'aventure a la particularité de se dérouler en temps réel et de manière non-linéaire.

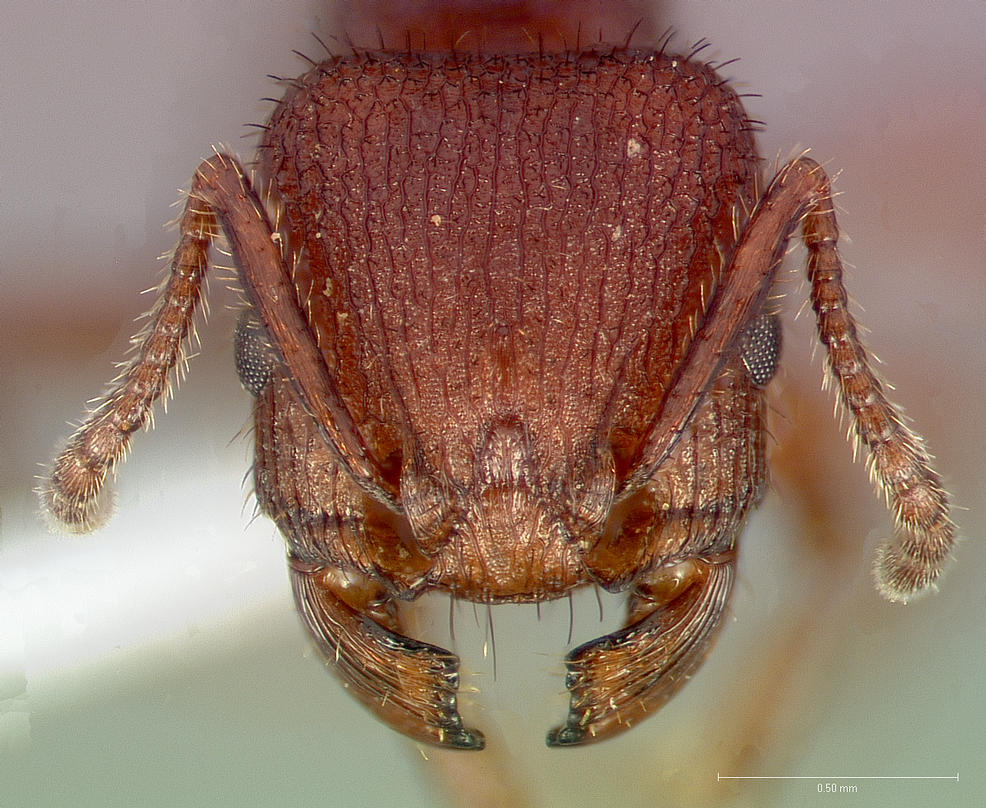
Photo d'une fourmi du genre Pogonomyrmex. Dans le jeu, l'astuce est de viser les antennes.

La première partie de l'aventure consiste à réunir quatre preuves de l'existence des créatures pour convaincre le maire de déclencher une alerte. Le joueur récolte des indices en dialoguant avec les habitants, de visu ou au téléphone. Tous ne sont pas de bons conseils ni de bonnes compagnies. Il y a une trentaine de lieux à visiter (bar, police, station service, drive-in, fermes isolées, mines, anciens volcans,...). La gestion du temps est au cœur de l'expérience : une seconde réelle équivaut à une minute à Lizard Breath. Le joueur doit tenir compte de la durée des déplacements, des horaires d'ouverture des établissements et du besoin de sommeil du personnage. Il y a plusieurs manières d'obtenir les informations et plusieurs sous-intrigues à explorer au hasard des rencontres, des sollicitations et des disponibilités. L'enquête peut être ralentie par des séjours forcés à l'hôpital à la suite d'un coup de fatigue, d'une mauvaise rencontre ou d'un accident.
Au cours de l'aventure, le personnage vit divers péripéties qui donnent lieu à des séquences d'action. Le personnage peut être confronté à une fourmi en tête à tête dans une séquence en vue subjective où il a quelques secondes pour tuer la créature avec un Colt 45. Il peut combattre une horde de fourmis dans une séquence à défilement en vue de dessus où il se défend en lançant des grenades. Le personnage est amené à emprunter un avion à l'aérodrome pour pouvoir survoler le désert et localiser la colonie de fourmis. Il gère le décollage et l'atterrissage, doit surveiller la jauge de carburant et peut larguer un gaz toxique pour tuer des créatures. Le personnage peut écourter ses séjours à l'hôpital en tentant une évasion. Il s'agit de s'infiltrer jusqu'à la porte d'entrée en évitant le personnel, quitte à devoir se cacher dans les lits et à utiliser un fauteuil roulant pour semer ses poursuivants. Le personnage peut également être provoqué lors de ses déplacements en voiture (le jeu de la « poule-mouillée »), devoir se battre en duel au couteau ou éteindre un incendie.
La seconde partie de l'aventure consiste à coordonner les opérations militaires visant à empêcher l'invasion de la ville. Depuis le poste de police, le joueur accède à une carte militaire sur laquelle il répartit au quotidien les forces armées sur les différents emplacements. Le personnage peut également participer aux combats où il peut disposer d'un char de combat et faire appel à des bombardements aériens. En parallèle, le personnage doit poursuivre ses investigations pour découvrir l'emplacement du nid de la colonie. Le cas échéant, le personnage explore le réseau de galeries avec un lance-flammes pour retrouver la reine et dynamiter l'endroit. Si la reine est encore vivante au 15 juin à minuit, c'est le game over.

## Antheads
Antheads: It Came from the Desert II est la suite du jeu proposée sous la forme d'une extension. Elle reprend le système de jeu et la plupart des décors et des personnages : seule l'intrigue change. La version commerciale est proposée sur deux disquettes à moitié prix (env. 15 €).
L'action se déroule à Lizard Breath en janvier 1956. Le joueur incarne Brick Nash, un camionneur et vétéran de la Guerre de Corée, qui a détourné une cargaison de plutonium pour empêcher un test nucléaire sur un site voisin. Alors qu'il se rend à Lizard Breath pour rencontrer le Dr. Wells, le seul à pouvoir prouver les effets des rayonnements sur la faune locale, sa cargaison disparaît mystérieusement après un accident. Poursuivi par des agents fédéraux, il est recueilli par Dusty et Biff, qui l'informent sur le passé de la ville et la mort du Dr. Wells. Il découvre bientôt qu'une nouvelle colonie de fourmis géantes se prépare à envahir la ville et a fomenté une machination au cœur de l'hôpital pour transformer ses habitants en esclaves, les Ant Heads. Il dispose de dix jours pour briser l'emprise des fourmis sur les habitants, empêcher l'invasion et exterminer la seconde reine.

## PC Engine
La version PC Engine sur CD-ROM² est une refonte du jeu original basée sur des séquences vidéo filmés numérisées. Le canevas de l'histoire est le même mais l'intrigue, les environnements et les personnages sont différents. La progression repose toujours sur une série d'informations à collecter et d'actions à accomplir dans un temps limité.
L'action se déroule à Lovelock, petite ville perdue au milieu d'un désert californien à proximité d'un site d'essai nucléaire. Le joueur incarne l'étudiant Buzz Lincoln, qui a huit jours pour prouver l'existence des fourmis et exterminer la reine. Les journées sont divisées en trois périodes (matin, après-midi, soir) et le joueur peut, à chaque période, visiter deux lieux parmi les quatre proposés. Le déroulement est entrecoupé de combats en vue de dessus, de jeux de tir et de phases de plates-formes/action.

## Mega Drive
La version Mega Drive prend la forme d'un jeu d'action à défilement en vue de dessus, à la Commando. Le jeu a été conçu par Matt Harmon (programmation) et Jonathan Gwyn (graphismes) avec des musiques de Lon Meinecke. L'éditeur, Electronic Arts, a abandonné le projet alors que le jeu était terminé à « 99,99 % ». Le prototype est disponible en téléchargement sur le site Web de Cinemaware depuis 2001.
L'action se déroule à une époque plus contemporaine dans la ville de Lovelock qui se retrouve envahit par des fourmis mutantes. Le joueur incarne un adolescent, Buzz, qui décide de prendre en main la situation. Le personnage doit progresser jusqu'à la fin des niveaux en éliminant les fourmis avec son lance-flammes et des grenades. Il est assisté au village par Doc, le scientifique, Dusty, l'infirmière, et Jackie, au poste de communication. Le jeu contient trois chapitres, divisés en trois niveaux, qui s'achèvent par un boss. Entre les chapitres, le joueur peut créer de nouvelles armes en assemblant des objets ramassés en chemin. Le jeu propose un mode deux joueurs.

## Développement
| Équipes de développement |
| --- |
| Amiga - Conception : David Riordan - Scénario : Kenneth Melville - Programmation : Randy Platt, Tom McWilliams (additionnel) - Outils de script : Richard Levine - Graphismes : Jeffrey Hilbers, Jeff Godfrey, Art Huff (additionnel) - Musique : Greg Haggard, Jim Simmons - Coordinateur de production : Beverly Needham - Producteur : Patrick Cook - Producteurs délégués : Robert Jacob, Phyllis Jacob PC Engine - Conception : David Riordan - Scénario : Kenneth Melville - Programmation : Michael Livesay, John Botti - Graphismes : Paul Ryan, Brad Parker - Production vidéo : Nancy Schakel - Directeur de la photographie : Glenn Winters - Directeur de casting : Kenneth Goldstein |

David Riordan est le concepteur de It Came from the Desert et de Antheads. Les jeux Cinemaware puisent traditionnellement leur inspiration première dans le cinéma (le récit en images). Le jeu est un hommage aux films de séries B « à grosses bêtes » des années 1950, dans la veine Des monstres attaquent la ville. David Riordan était amateur du genre et les producteurs voyaient dans le projet un véhicule approprié pour être porté au « format vidéo ». Ken Melville a écrit les différents scénarios.
Randy Platt s'est occupé de la programmation de la version Amiga. Jeffrey Hilbers (Rocket Ranger, Wings) et Jeff Godfrey ont créé les graphismes et les animations en 32 couleurs. Greg Haggard et Jim Simmons ont composé la bande-son, une quinzaine de thèmes sur la base d'échantillons (cordes, cuivres, bois), pastiche des musiques de film d'époque. Le jeu requiert un mégaoctet de mémoire vive pour fonctionner. Le studio britannique Level 9 Computing a adapté le jeu sur compatible PC (EGA/VGA), l'un de ses derniers projets.
La version PC Engine sur CD-ROM² est un des premiers exemples de jeux vidéo basés sur des séquences vidéo (Sherlock Holmes: Consulting Detective en est un autre), et l'un des rares du genre à avoir été conçu en amont pour le support disquette. Le jeu contient une heure de film, réparties sur 180 séquences et 50 décors. La qualité des vidéos est encore limitée (une vingtaine de couleurs à l'écran). Ken Melville a composé la bande-son instrumentale. Le thème principal, Sea of Love, est chanté. C'est l'un des derniers projets de Cinemaware avant sa fermeture courant 1991 (le jeu se trouve crédité Interactive Pictures). David Riordan et Ken Melville ont continué à explorer la voie du « film interactif » chez Philips POV (la série Voyeur) et Digital Pictures (Night Trap, Corpse Killer).

## Accueil critique
La version originale de It Came from the Desert a reçu un bon accueil dans la presse spécialisée. Allen L. Greenberg (Computer Gaming World) trouve le programme jouable et fascinant, et note que la réalisation visuelle et sonore est « joliment évocateur » de l'âge des monstres atomiques du cinéma américain. John Cook (ACE, 895‰) apprécie cette « délicieuse parodie » du genre qui ne brise pas son charme en tombant dans le dénigrement. Il affirme, avec d'autres, que c'est l'une des meilleures productions Cinemaware. Selon lui, le jeu atteint probablement les limites de ce que la philosophie de conception de la compagnie et la technologie de l'Amiga permettent. Sean Kelly (Zero, 91 %) apprécie l'ampleur et la variété de l'aventure et son atmosphère brillante, tour à tour drôle et effrayante. Génération 4 (95 %) loue le système de jeu, pratique et attrayant, dans lequel les décisions du joueur affectent d'heure en heure le déroulement, et juge la réalisation irréprochable et l'atmosphère exceptionnelle. Le magazine français lui a décerné les prix du « meilleur jeu d'arcade/aventure » et du « meilleur jeu d'arcade/stratégie » de l'année 1989. Certaines séquences d'action, comme le combat au couteau ou le jeu de la poule-mouillée, sont jugés peu convaincantes. Un autre grief est la fréquence des changements de disquette, qui recommande l'utilisation d'un second lecteur (ou l'installation du jeu sur disque dur).
Antheads a reçu un accueil à la hauteur de l'original. Commodore User (95 %) et ACE (902 ‰) notent que l'intrigue est plus complexe et le gameplay plus condensé,.
La version PC Engine a reçu un accueil partagé. Donn Nauert (TurboPlay, 9 sur 10) recommande ce jeu « surprenant ». Les testeurs du magazine Electronic Gaming Monthly sont plus mitigés (5, 8, 4, 5 sur 10) : ils saluent les ramifications de l'histoire mais reprochent l'inconsistance du gameplay et la disparité entre séquences vidéo et séquences d'action.